# Comoro Islands Airline
 (avril 2017).
"With Love"
Comoro Islands Airline, la nouvelle compagnie aérienne de l'archipel des Comores, a lancé son premier vol inter-îles le 6 octobre 2009. En association avec Bahrain Air elle a assuré le pèlerinage comorien Hajj à la Mecque.
La compagnie a été créée à l'initiative du Koweït et des Union des Comores. Le gouvernement répond à la demande d'amélioration de la sécurité des voyageurs à destination et en provenance des îles. Le Groupe Aref, basé au Koweït, soutient la nouvelle compagnie Comoro Islands Airline. Située à Moroni, aux Comores, elle desservira les îles via l'aéroport international Prince Said Ibrahim, de la Grande Comore, l'aéroport Ouani, de l'île d'Anjouan et de l'aéroport Mohéli Bandar Es Eslam.
De futurs services sont prévus à Dar Es Salaam et Bahreïn avec une nouvelle flotte d'Airbus A320.
La prévision d'un nouvel Airbus A320 en 2010 par l'ingénierie du Bahraïn contribuera à relier, via Bahraïn, l'archipel des Comores et Dar Es Salaam avec le monde.
La compagnie a cessé toutes ses activités depuis le 30 mars 2010.

## Flotte
La flotte aérienne se compose des appareils suivants (novembre 2009) :
- 1 Airbus A320 (exploité par Bahrain Air)
- 1 Beechcraft 1900 (exploité par Fair Aviation)

Le 4 juillet 2009, l'âge moyen du parc de Comoro Islands Airline est de 2,4 ans.